# San Marcello Pistoiese
San Marcello Pistoiese est une ancienne commune de la province de Pistoia dans la région toscane en Italie.  Elle a fusionné le 1er janvier 2017 avec la commune de Piteglio pour former la commune de San Marcello Piteglio.

## Géographie
San Marcello Pistoiese est située à 60 km de Florence sur la nationale "strada statale 66 " qui, de Pistoia, va vers l'Abetone (station de ski) pour redescendre vers Modène en Émilie.

Localisation de la commune de San Marcello Pistoiese à l'intérieur de la province de Pistoia

## Fêtes, foires
Le saint patron est sainte Célestine qui, promise à la ville de Gavinana, s'est arrêtée en chemin à San Marcello. Sa relique est encore exposée lors de la fête du Ballon (envolée de ballons) le 8 de chaque mois de septembre qui marque la fin de la saison estivale de la région.

## Administration
| Période                                  | Période          | Identité        | Étiquette | Qualité |
| ---------------------------------------- | ---------------- | --------------- | --------- | ------- |
| 2002                                     | 2007             | Moreno Seghi    |           |         |
| 29 mai 2007                              | 31 décembre 2016 | Carla Strufaldi | L'Unione  |         |
| Les données manquantes sont à compléter. |                  |                 |           |         |

### Hameaux
Mammiano, Lizzano, Spignana, Gavinana, Maresca, Bardalone, Lancisa et Pontepetri.

### Communes limitrophes
Cutigliano, Fanano (Modène), Lizzano in Belvedere (Bologne), Pistoia, Piteglio, Abetone

## Honneur
L'astéroïde (7481) San Marcello est nommé en son honneur.